# The Redemption Vol. 1
The Redemption Vol. 1 to pierwszy mixtape autorstwa Big Mike’a i grupy hiphopowej Ruff Ryders. Wydany w roku 2005. Występują na nim takie gwiazdy jak The Lox, a nawet 2Pac.
- "Ghetto Children" zostało umieszczone na "The Redemption Vol. 4".
- "You Can't Breathe" to freestyle oparty na beacie z "Breathe" Fabolousa.
- "Niggas" to "N.I.G.G.A." z płyty "Loyal to the Game" 2Paca.
- "Blood in the Streets" zostało umieszczone na "The Redemption Vol. 4".
- "Leavin' the Game" pochodzi z singla "I’m Black".
- W każdym z utworów występuje Big Mike, podając o nich informacje.

## Lista utworów
| #  | Tytuł                               | Występujący | Długość |
| -- | ----------------------------------- | --- | ------- |
| 1  | "Ghetto Children"                   | - Intro: Aja Smith - Refren: Bunny Wailer - Pierwsza zwrotka: Infa.Red, Aja Smith - Druga zwrotka: Styles P - Trzecia zwrotka: Cross - Bunny’ego Wailera można też usłyszeć w tle | 3:12    |
| 2  | "I Don’t Give a Fuck"               | - Intro: Styles P - Refren: Styles P - Pierwsza zwrotka: Styles P - Druga zwrotka: Sheek Louch - Trzecia zwrotka: Jadakiss                                                        | 4:48    |
| 3  | "We Bang"                           | Drag-On | 2:37    |
| 4  | "You Can't Breathe"                 | Jin | 1:39    |
| 5  | "2 Gunz Up"                         | Styles P | 3:26    |
| 6  | "Niggas"                            | - Intro: 2Pac - Refren: 2Pac - Pierwsza zwrotka: 2Pac - Druga zwrotka: Jadakiss                                                                                                   | 2:49    |
| 7  | "Blood in the Streets"              | Kartoon | 3:20    |
| 8  | "Neo's Shit"                        | Infa.Red | 1:53    |
| 9  | "Still Hungry"                      | Flashy | 1:53    |
| 10 | "Freestyle (Ruff Ryders Reggaeton)" | Pirate | 2:18    |
| 11 | "It's Murder"                       | - Intro: Infa.Red - Refren: Infa.Red - Pierwsza zwrotka: Infa.Red - Druga zwrotka: Kartoon - Trzecia zwrotka: Z.I. - Czwarta zwrotka: Cross                                       | 4:06    |
| 12 | "Leavin’ the Game"                  | Styles P | 2:58    |
| 13 | "We Are the Hood"                   | Drag-On | 3:32    |
| 14 | "ICU"                               | - Intro: Cross - Refren: Cross - Pierwsza zwrotka: Cross - Druga zwrotka: Kartoon - Trzecia zwrotka: Infa.Red                                                                     | 3:15    |
| 15 | "My Destiny"                        | Flashy | 3:39    |
| 16 | "Double R Wit Us"                   | Pirate | 2:40    |
| 17 | "Stay Wit a Gat"                    | Kartoon | 2:05    |
| 18 | "Ruff Ryders Is a Family"           | Big Mike | 0:34    |